# Dolichoderus dlusskyi

Вид Dolichoderus dlusskyi был назван в честь крупного российского мирмеколога профессора Геннадия Михайловича Длусского (1937—2014)

Dolichoderus dlusskyi  (лат.) — ископаемый вид мелких муравьёв рода долиходерус из подсемейства Dolichoderinae. Найден в эоценовых останках (сдавленных вкраплениях в сланцах) Северной Америки (США, Монтана, окрестности Мидл-Форк-Флатхед, Кишененская свита, возраст 46 млн лет).

## Описание
Мелкие долиходериновые муравьи, длина тела около 4 мм. Длина головы (HL): 1, 02 мм. Ширина головы (HW): 0,82 мм. Основная окраска тела красновато-коричневая. Глаза сравнительно мелкие, расположены у средней линии головы. Заднегрудка с двумя проподеальными шипиками. Стебелёк между грудкой и брюшком состоит из одного членика петиоля. Брюшко овальной формы. Морфология головы D. dlusskyi отличается от такого близкого вида как Dolichoderus kohlsi наличием у D. dlusskyi длины большей, чем ширина, и скапусом, превосходящим затылочный край. Из примерно 40 видов рода долиходерус большинство таксонов описаны из Балтийского янтаря и, как правило, находятся в большом числе. Новый же вид описан по единственному экземпляру рабочей особи.
Впервые Dolichoderus dlusskyi был описан в 2015 году американскими мирмекологами Дж. ЛаПолла (J.S. LaPolla; Towson University, Таусон, Мэриленд, США) и Д. Гринвальтом (D.E. Greenwalt; National Museum of Natural History, Smithsonian Institution, Вашингтон) по сланцевым останкам из США. Новый вид обитал предположительно в одной экосистеме вместе с такими видами как Ktunaxia jucunda, Proiridomyrmex rotundatus, Protazteca eocenica, Formica annosa, Lasius glom, Crematogaster aurora, Solenopsites abdita, Ponerites kishenehne, Pseudomyrmex saxulum, Eoformica brevipetiola, Eoformica latimedia, которые были описаны одновременно с ним.
Видовое название D. dlusskyi дано в честь крупного российского мирмеколога профессора Геннадия Михайловича Длусского (МГУ, Москва; 1809—2014).